# Tiracola plagifera
Tiracola plagifera är en fjärilsart som beskrevs av Walker 1857. Tiracola plagifera ingår i släktet Tiracola och familjen nattflyn. Inga underarter finns listade i Catalogue of Life.